# 手賀村 (千葉県)
手賀村（てがむら）は、千葉県東葛飾郡にかつて存在した村である。現在の千葉県柏市の東部に位置している。
村の北･東･南を手賀沼に囲まれていたが、第二次大戦後の大規模な干拓事業によって沼の大半は水田となった。

## 沿革
- 1889年4月1日 - 町村制施行により、相馬郡のうち手賀村、手賀村新田、泉村、泉村新田、若白毛村、岩井村、岩井村新田、鷲ノ谷村（鷲野谷村）、鷲野谷新田（鷲野谷村新田））（もと印旛郡）、染井入新田（そめいいりしんでん）（印旛郡）、金山村、柳戸村、片山村、片山村新田、布瀬村、布瀬村新田が合併して南相馬郡手賀村が発足。
- 1897年3月30日 - 南相馬郡が東葛飾郡に編入されたため、その所属となる。
- 1955年3月30日 - 風早村と合併して沼南村となり、消滅する。
- 1964年2月1日 - 沼南村が町制施行して沼南町となる。
- 2005年3月28日 - 沼南町が柏市へ編入される。